# 布里斯托旅馆
布里斯托旅馆，是直布罗陀一个有历史意义的旅馆，位于大教堂广场，圣母加冕主教座堂与直布罗陀博物馆以南  。该旅馆建于19世纪，主楼为白色。该旅馆得名于第4代布里斯托伯爵弗雷德里克·赫维。
在二战时期，布里斯托旅馆曾作为英军一个飞行艇中队的指挥中心。二战后，随着巨岩旅馆等业者的竞争，该旅馆逐渐衰落。